# Edmund Campion

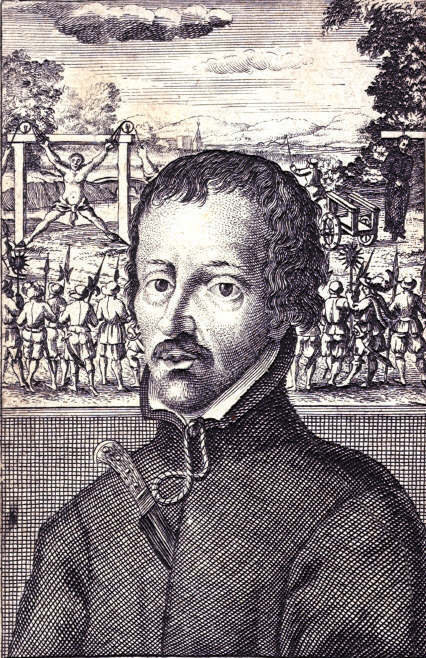
Edmund Campion

Edmund Campion (25 januari 1540, Londen - 1 december 1581, Tyburn) was een Engelse jezuïet en martelaar. Hij is een rooms-katholieke heilige.

## Leven
Edmund Campion ontving zijn opleiding in Oxford. Hij was bij allen geliefd om zijn intelligentie, schoonheid en geestkracht, ook bij koningin Elisabeth I. Zoals velen in die tijd ging ook hij over tot de nieuwe ritus van de Anglicaanse Kerk, een keuze waar hij later spijt van kreeg.
Hij maakte een pelgrimstocht naar Rome, waar hij in 1573 toetrad tot de Sociëteit van Jezus. Zijn keuze voor het rooms-katholieke geloof werd hem in Engeland als verraad aangerekend, waarvoor hij in 1581 ter dood veroordeeld werd.

## Verering
Campion werd in 1886 zalig verklaard door paus Leo XIII. Zijn heiligverklaring door paus Paulus VI volgde in 1970. Zijn kerkelijke feestdag is 1 december. Relieken van Campion bevinden zich in Rome, Praag, Londen, Oxford, Stonyhurst en Roehampton.
Campion Hall, het college van de jezuïeten, dat onderdeel uitmaakt van de universiteit van Oxford, is naar hem genoemd. 
- Biblioteca Nacional de España: XX1641917
- Bibliothèque nationale de France: cb12197447x (data)
- Catàleg d'autoritats de noms i títols de Catalunya: 981058527458306706
- Gemeinsame Normdatei: 11866686X
- International Standard Name Identifier: 0000 0001 0910 4728
- Library of Congress Control Number: n81066500
- Bibliotheek van het Japanse parlement: 00620448
- Nationale Bibliotheek van Tsjechië: jn20020716589
- Nationale Bibliotheek van Israël: 987007276643805171
- Nederlandse Thesaurus van Auteursnamen: 072024917
- Istituto Centrale per il Catalogo Unico: SBLV075659
- LIBRIS: 276964
- SNAC: w6st88z4
- Système universitaire de documentation: 030863864
- Trove: 863924
- Union List of Artist Names: 500343963
- Virtual International Authority File: 66513561
- WorldCat: E39PBJxhdPkyJQKH9pdFfbg7pP